# NHL Hitz
NHL Hitz var en datorspelsserie utgiven av Midway Games som släpptes till Game Boy Advance, Nintendo Gamecube, Playstation 2 och Xbox, serien konkurrerade med EA Sports NHL.

## Spel
| Spel          | År   | Format                                                   | Omslag                               | Metacritic                                        |
| ------------- | ---- | -------------------------------------------------------- | ------------------------------------ | ------------------------------------------------- |
| NHL Hitz 2002 | 2001 | Nintendo Gamecube, Xbox, Playstation 2                   | Scott Stevens (New Jersey Devils)    | 79/100 (GC) 78/100 (PS2) 79/100 (XB)              |
| NHL Hitz 2003 | 2002 | Nintendo Gamecube, Xbox, Playstation 2, Game Boy Advance | Chris Pronger (St. Louis Blues)      | 68/100 (GBA) 82/100 (GC) 82/100 (PS2) 81/100 (XB) |
| NHL Hitz Pro  | 2003 | Nintendo Gamecube, Xbox, Playstation 2                   | Nicklas Lidström (Detroit Red Wings) | 81/100 (GC) 79/100 (PS2) 81/100 (XB)              |